# Segno di Higoumenakis
Il segno di Higoumenakis è un inspessimento della porzione mediale della clavicola conseguenza della sifilide congenita.

## Storia
Fu descritto per la prima volta nel 1927 da George Higoumenakis.

## Eziologia
L'inspessimento causato da un processo di iperostosi conseguente alla periostite sifilitica.

## Clinica
Può presentarsi simmetrico e bilaterale oppure monolaterale più spesso a destra.

## Diagnosi
La diagnosi è esclusivamente radiologica.